# Burni Pucuk Brawan
Burni Pucuk Brawan är ett berg i Indonesien.   Det ligger i provinsen Aceh, i den västra delen av landet, 1 600 km nordväst om huvudstaden Jakarta. Toppen på Burni Pucuk Brawan är 2 120 meter över havet.
Terrängen runt Burni Pucuk Brawan är kuperad åt sydväst, men åt nordost är den bergig. Trakten runt Burni Pucuk Brawan är nära nog obefolkad, med mindre än två invånare per kvadratkilometer. I omgivningarna runt Burni Pucuk Brawan växer i huvudsak städsegrön lövskog.